# Great Northern Railway (Royaume-Uni)
Le Great Northern Railway (Chemin de fer du Grand-Nord, GNR) est une ancienne compagnie de chemin de fer britannique créée en vertu du London & York Railway Act de 1846.
La ligne principale reliait Londres à York, via Hitchin, Peterborough et Grantham, avec une boucle de Peterborough à Bawtry au sud de Doncaster via Boston et Lincoln et des embranchements vers Sheffield et Wakefield.
Une grande partie de ce réseau fut par la suite incorporé dans la ligne dite East Coast Main Line.